# 中川緑
中川 緑（なかがわ みどり、1966年7月1日 - ）は、NHKの元シニアアナウンサー。嘱託職。

## 人物
松戸市立常盤平中学校、日本大学習志野高等学校を経て東京女子大学を卒業後、1989年入局。

## 嗜好・挿話
- アナウンサー業務30年間余の内、約3分の1を関西の放送局で過ごしていることもあり、自身のプロフィールでも大阪は第二の故郷と書いている。
- 東京・大阪・京都にしか勤務した事がない。
- 京都放送局勤務当時の公式サイトに、本籍地は京都市とも書いていた。
- ドラマ『パラレル東京』で新人アナウンサーを演じる小芝風花のアナウンサーレッスンを担当。週に1度、2時間ほど、数カ月にわたりマンツーマンで指導した[1]。

## 現在の担当番組
- ラジオ深夜便：偶数月曜日
- NHK俳句 ナレーション（2023年4月 - ）、司会代理

## 過去の担当番組
- 燃えてトライアル
- くらしのジャーナル（1994年4月4日 - 1995年3月31日）
- おしゃれ工房（大阪発）
- 連続テレビ小説『やんちゃくれ』ナレーション（1998年10月5日 - 1999年4月3日）
- 連続テレビ小説『あすか』107話（、あすかを紹介する劇中テレビ番組のインタビュアー 役）
- ニュースパーク関西（2000年度）
- くらしと経済（2002年）
- BSあなたが選ぶ時代の歌（2003年2月16日 - 2004年3月25日）- 司会
- ハイビジョンスペシャル　特急“つばめ”物語～蒸気機関車から新幹線へ～ (2004年) - 語り
- スタジオパークからこんにちは（2004年6月7日・8日）- 休業していた黒田あゆみアナウンサーに代わり2日間のみ司会を務めた。
- ピタゴラスイッチ - 2005年の放送において、“アルゴリズムたいそう”に徳田章、松本和也、小野文恵と出演した。サブタイトルは「NHKのアナウンサーのみなさんといっしょ」。
- 芸能花舞台 進行役（2006年4月 - 2009年3月）
- 熱中時間 忙中"趣味"あり“副所長”（2009年3月まで） - 総合テレビ版では薬丸裕英“所長”と熱中人ゆかりの場所へ外出[2]。また、番組ホームページでフォトブログを連載した。
- シブヤらいぶ館「お好み寄席」司会（2009年3月まで）
- BSふれあいステージ「お好み寄席」司会（2009年3月まで）- 「お好み寄席」は独立番組となった後も担当
- 芸術劇場 第5週の古典芸能枠進行役（2009年3月まで）
- 芸術劇場 古典芸能枠進行役（2009年10月23日）- 後任の高橋美鈴アナウンサーが病気療養時に、代わって進行を担当。
- WALKING EYES アルクメデス グリーン盤（2011年5月3日）- 放送日が5月4日（3日深夜）のみどりの日であったため、緑にちなんで出演。
- スタジオパークからこんにちは（2012年2月3日・20日/3月7日・8日）- 青山祐子産休取得時の司会代行

※この他、地上波テレビ・AM・FM各放送のコールサインのアナウンスも担当。
- NEXT 未来のために  残虐の町で生きる~スレブレニツァ  母たちの20年~（ナレーション・2015年7月30日）
- 花燃ゆ（2015年1月4日 - 12月13日）　花燃ゆ紀行　ナレーション
- 第66回NHK紅白歌合戦（ラジオ中継（高山哲哉と共に））（ラジオ第1）（2015年12月31日）
- 英語で読む村上春樹 原文朗読担当
  - 眠り （2015年10月4日 - 2016年3月20日）
  - 緑色の獣（2016年11月6日 - 20日  全3回）
- 京都ニュース845（不定期）
- ニュース630 京いちにち（編集責任者）
- ぐるっと関西おひるまえ京都（編集責任者）
- 放送部副部長（アナウンス統括）
- 京都局制作番組の編集責任者
- 日曜美術館「秀と桜 海辺のアトリエ」（2019年7月28日）、「よみがえる美の力～室町将軍の文化戦略～」（2019年8月4日）:ナレーション
- 日曜討論：進行役（2014年4月 - 2017年3月、2019年11月10日 - 2021年3月28日 ※前任の小郷知子の産休に伴い、2年振り2回目の登板）
- 2021年度には、新人アナウンサー研修の講師を担当した。
- 時論公論クエスチョン・タイム[3]：進行役（2021年12月29日）
- 古典芸能への招待 （案内役、不定期）
- 音の風景（ナレーション）
- 小さな旅 ナレーション、旅人（2022年4月10日 - 2025年3月30日）